# Karl-Heinz Matthes
Karl-Heinz Matthes – niemiecki kolarz torowy reprezentujący NRD, srebrny medalista mistrzostw świata.

## Kariera
Największy sukces w karierze Karl-Heinz Matthes osiągnął w 1963 roku, kiedy zdobył srebrny medal w wyścigu ze startu zatrzymanego amatorów podczas mistrzostw świata w Liège. W zawodach tych wyprzedził go jedynie Belg Romain De Loof, a trzecie miejsce wywalczył Szwajcar Ueli Luginbühl. Był to jedyny medal wywalczony przez Matthesa na międzynarodowej imprezie tej rangi. Nigdy nie wystartował na igrzyskach olimpijskich.